# Jüdischer Friedhof Niedermittlau
Der Jüdische Friedhof Niedermittlau war der Friedhof für die Einwohner jüdischen Glaubens in Niedermittlau, einem Ortsteil der Gemeinde Hasselroth im Main-Kinzig-Kreis in Hessen.

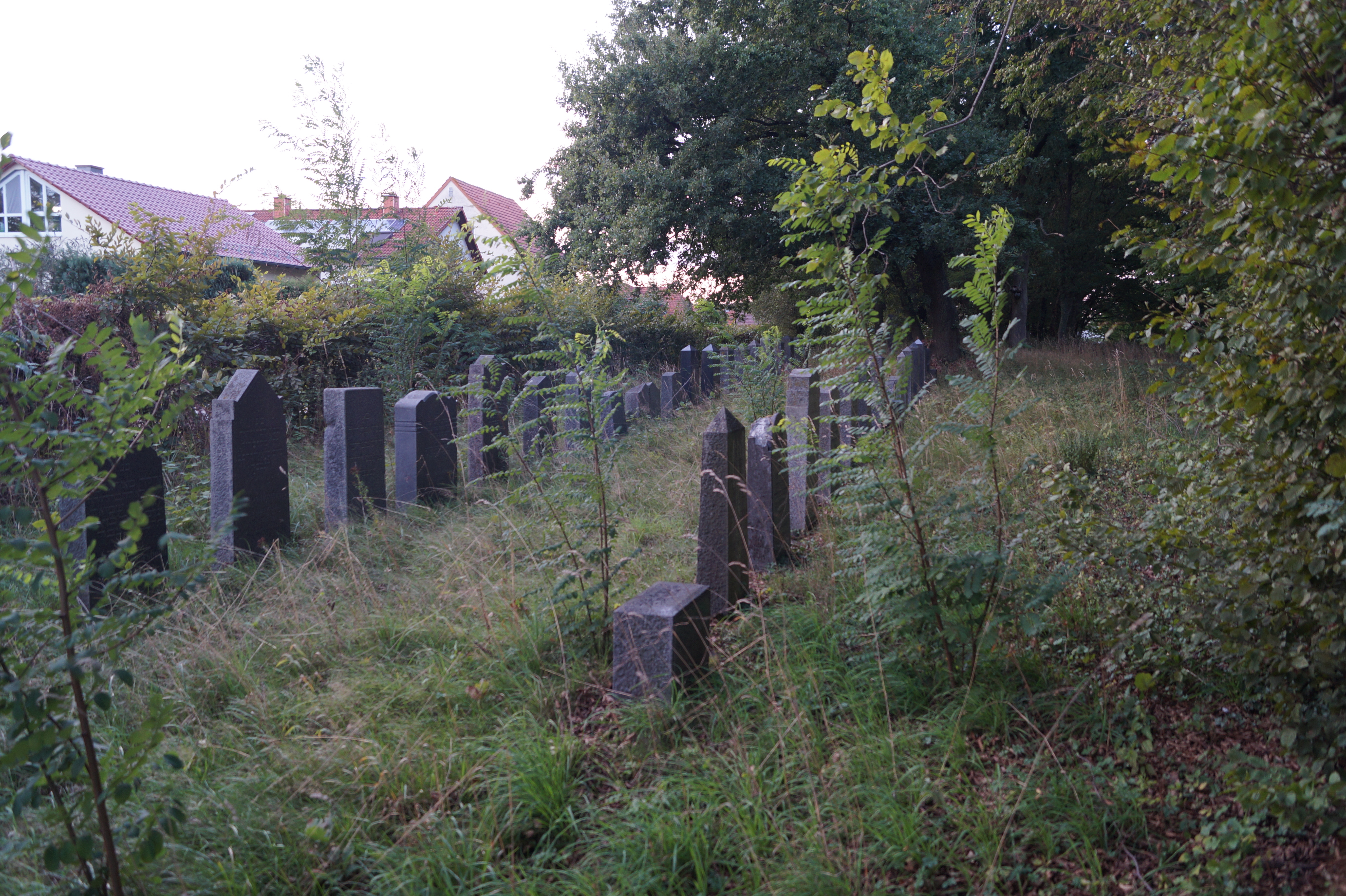
Jüdischer Friedhof in Niedermittlau 2015, rückwärtiger Teil

## Geografische Lage
Der Friedhof liegt am Südostrand des Ortes zwischen der Stichelstraße/L3269 und dem Altenmittlauer Weg. Der Eingang befindet sich an der Nordseite zur Hauptstraße hin.

## Geschichte
Das Alter des jüdischen Friedhofes ist unbekannt. Er diente der Synagogengemeinde des benachbarten Meerholz als Begräbnisplatz, die um 1700 gegründet wurde. Zur Gemeinde zählten auch die Juden aus Gründau und Somborn, ehe diese Gemeinden 1853 bzw. 1877 selbstständig wurden, ferner diejenigen aus Hailer, Haitz und Niedermittlau. Es ist deshalb anzunehmen, dass der Friedhof seit der Anfangszeit der Meerholzer Gemeinde in der ersten Hälfte des 18. Jahrhunderts als Gemeinschaftsfriedhof bestand.
Der Friedhof wurde 1888 erweitert und 1890 mit einer Bruchsteinmauer umgeben. Von der Erweiterung ist ein Plan im Hessischen Staatsarchiv Marburg erhalten. 1932/33 lebten nur noch drei jüdische Familien in Niedermittlau. Die letzte Beisetzung fand im Sommer 1937 statt (Ernestine Hirsch).
Während der Novemberpogrome 1938 wurde der Friedhof von Niedermittlauer Bürgern geschändet und die Grabsteine umgeworfen. Ein Teil der Grabsteine und die Umfassungsmauer wurden zum Hausbau wiederverwendet. Sie konnten teilweise 1945 geborgen und wieder aufgestellt werden. Der Friedhof wurde in diesem Jahr wiederhergestellt, wobei auf Anweisung des Bürgermeisters alle ehemaligen Parteimitglieder und Angehörigen nationalsozialistischer Organisationen herangezogen wurden. Eine weitere Instandsetzung fand 1980 statt.

## Anlage
Der Friedhof umfasst eine Fläche von 3265 m². Er ist wenig gepflegt und besonders in seinem älteren, vorderen Teil von Bäumen überwachsen. Anstelle der früheren Bruchsteinmauer wurde nach 1945 ein Holzzaun aufgestellt.